# In de Gaas
In de Gaas is een buurtschap ten zuiden van Simpelveld in de gelijknamige gemeente in de Nederlandse provincie Limburg. De buurtschap ligt op een helling die de overgang vormt tussen het Eyserbeekdal en het Plateau van Bocholtz.
In de buurtschap staan enkele woonhuizen die tot de oudste ontwerpen van de architect Jan Stuyt behoren.

## Referentie
1. ↑   Beschrijving Simpelveld

Dorpen: Bocholtz · Simpelveld

Gehuchten en buurtschappen: Baaks/Sweijer · Baneheide · Bocholtzerheide · Bosschenhuizen · Broek · Bulkemsbroek · Huls · In de Gaas · Molsberg · Prickart · Rodeput · Vlengendaal · Waalbroek · Zandberg

Limburg: Steden en dorpen      Nederland: Provincies · Gemeenten